# Annales. Etyka w życiu gospodarczym
Annales. Etyka w Życiu Gospodarczym (Annales. Ethics in Economic Life) – czasopismo naukowe, dyscyplina: etyka. Wydawane przez Wydawnictwo Uniwersytetu Łódzkiego, poświęcone jest etycznym aspektom życia gospodarczego. 

## O czasopiśmie
Problematyka zamieszczanych tekstów koncentruje się wokół etycznych konsekwencji procesów zachodzących w gospodarce światowej i europejskiej, społecznej odpowiedzialności biznesu, etyki zawodowej, tworzenia i egzekwowania kodeksów etycznych oraz etycznych problemów środowiska akademickiego. W Annales… publikują autorzy zarówno z krajowych, jak i zagranicznych ośrodków naukowych. Na temat etycznych aspektów gospodarowania na jego łamach wypowiadali się czołowi polscy etycy gospodarczy, ekonomiści, ekonometrycy oraz przedstawiciele instytucji publicznych i politycy gospodarczy.
Czasopismo zostało założone w 1998 roku przez Salezjańską Wyższą Szkołę Ekonomii i Zarządzania w Łodzi. Uczelnia ta pełniła rolę wydawcy do 2012 roku, kiedy periodyk został przejęty przez Wydział Ekonomiczno-Socjologiczny Uniwersytetu Łódzkiego. Mimo tej zmiany czasopismo ukazuje się w sposób ciągły. Począwszy od 2014 roku ukazuje się w cyklu kwartalnym.
Czasopismu od początku jego istnienia towarzyszy organizowana w Łodzi międzynarodowa konferencja naukowa "Etyka w życiu gospodarczym".
Wszystkie numery są recenzowane zgodnie z modelem double-blind review.

## Rada Naukowa
- prof. zw. dr hab. Czesław Domański (przewodniczący), Uniwersytet Łódzki, Polska
- prof. dr Tevfik Erdem, Gazi Üniversitesi w Ankarze, Turcja
- prof. zw. dr hab. Wojciech Gasparski, Akademia Leona Koźmińskiego, Centrum Etyki Biznesu, Polska
- prof. David J. Jackson, Bowling Green State University, Stany Zjednoczone
- prof. zw. dr hab. Bożena Klimczak, Uniwersytet Ekonomiczny we Wrocławiu, Polska
- ks. dr Biju Michael SDB, Universita Pontificia Salesiana w Rzymie, Studium Theologicum Salesianum w Jerusalem, Izrael
- prof. dr Nail Öztaş, Gazi Üniversitesi w Ankarze, Turcja
- dr Přemysl Pálka, Uniwersytet Tomáša Baty w Zlinie, Czechy
- prof. Sharaf N. Rehman, PhD, University of Texas Rio Grande Valley, Stany Zjednoczone
- prof. zw. dr hab. Michał Seweryński, Uniwersytet Łódzki, Polska
- prof. Heather Hadar Wright, Wittenberg University, Stany Zjednoczone

## Bazy
- Arianta
- BASE (Bielefeld Academic Search Engine)
- BazEkon
- BazHum
- CEEOL
- EBSCO
- EconPapers
- Elektronische Zeitschriftenbibliothek (Electronic Journals Library)
- Google Scholar
- Index Copernicus
- InfoBase Index
- ProQuest ABI/Inform Global database
- Research Papers in Economics (RePEc)
- The Central European Journal of Social Sciences and Humanities
- The Philosopher’s Index
- WorldCat